# Wiwera plamista
Wiwera plamista (Viverra megaspila) – gatunek drapieżnego ssaka z podrodziny wiwer (Viverrinae) w rodzinie wiwerowatych (Viverridae). Ssak ten występuje w Azji; według IUCN jest zagrożony wyginięciem.

## Zasięg występowania
Wiwera plamista występuje w południowych Chinach, Mjanmie, Laosie, Wietnamie, Kambodży, Tajlandii i Malezji.

## Taksonomia
Gatunek po raz pierwszy naukowo opisał w 1862 roku brytyjski zoolog Edward Blyth na łamach The Journal of the Asiatic Society of Bengal. Jako miejsce typowe odłowu holotypu Blyth wskazał „w sąsiedztwie Prome” (obecnie Mjanma, Pyain, 18°49′N, 95°13′E). Holotyp w postaci skóry dostarczył duński lekarz i zoolog Theodor Edvard Cantor. We wcześniejszych klasyfikacjach V. megaspila uważano za gatunek konspecyficzny z V. civettina, lecz obecnie uważa się, że oba taksony są odrębnymi gatunkami jednak zachodzi potrzeba bardziej szczegółowych badań. Gatunek monotypowy.

### Etymologia
- Viverra: łac. viverra „fretka”[8].
- megaspila: gr. μεγα mega „wiele”, od μεγας megas, μεγαλη megalē „wielki”; σπιλος spilos „plamka”[9].

## Morfologia
Długość ciała (bez ogona) 72–85 cm, długość ogona 30–36,9 cm, długość tylnej stopy 13–13,8 cm, długość ucha 4,5–4,8 cm; masa ciała 8–9 kg. Duża wiwera z widocznymi czarno-białymi paskami na szyi i jej bokach. Kolor sierści od szarego do płowego, z dużymi czarnymi plamami na bokach, udach i tylnych łapach. Wyprostowany, czarny grzebień włosów o długości 50–100 mm (średnio 60 mm) biegnie wzdłuż grzbietu aż do czubka ogona gdzie zanika. Na ogonie znajduje się cztery lub pięć niepełnych, ciemnych pierścieni; koniec ogona jest całkowicie ciemny. Głowa jest bardziej masywna, a pysk jest dłuższy i bardziej nabrzmiały niż u wiwery indyjskiej (V. zibetha). Małe stopy są koloru brązowego; mają zaokrąglone opuszki śródręcza, natomiast na śródstopiu ich brak. Samica posiada dwie pary sutek. Czaszka przypomina czaszkę wiwery indyjskiej, ale ma większe wypukłości słuchowe, bardziej napompowany obszar postorbitalny i mniejsze wyrostki postorbitalne zlokalizowane za punktem środkowym całkowitej długości czaszki. Długa oś wału nadoczodołowego jest pozioma. Uzębienie jest podobne do uzębienia wiwery indyjskiej, ale z dłuższymi zębami szczękowymi oraz mniejszymi kłami i siekaczami. Wzór zębowy: I {\displaystyle {\tfrac {3}{3}}} C {\displaystyle {\tfrac {1}{1}}} P {\displaystyle {\tfrac {4}{4}}} M {\displaystyle {\tfrac {2}{2}}} = 40. W odróżnieniu od wiwery malabarskiej ma mniejsze zęby policzkowe.

## Ekologia
Wiwera plamista zamieszkuje pierwotny, zimozielony i liściasty las oraz lasy zdegradowane; widywana również na terenach podmokłych i użytkach zielonych oraz plantacjach. Gatunek ten obserwowano na wysokości do 520 m n.p.m., ale większość obserwacji pochodzi z wysokości poniżej 300 m n.p.m. Dane z kamer i obserwacji wzrokowych wskazują, że aktywność wiwery plamistej przypada na noc; jest zwierzęciem lądowym i prowadzącym samotny tryb życia. Nie ma żadnych informacji na temat diety i rozrodu wiwery plamistej.

## Status i ochrona
W Czerwonej księdze gatunków zagrożonych Międzynarodowej Unii Ochrony Przyrody i Jej Zasobów został zaliczony do kategorii EN (ang. endangered „zagrożony”). Poważnym zagrożeniem dla populacji wiwery plamistej jest utrata siedlisk. Na całym obszarze Azji Południowo-Wschodniej duże obszary lasów nizinnych zostały zniszczone lub zdegradowane poprzez intensywną wycinkę i przekształcenie ich w tereny użytkowe. Gatunek ten jest również wrażliwy na polowania, szczególnie przy użyciu sideł oraz psów. Na gatunek ten poluje się w znacznej części zasięgu jego występowania, przy czym sidła można znaleźć nawet na niektórych obszarach chronionych. Zachodzi potrzeba przeprowadzenia dokładnych badań terenowych i ekologicznych, aby określić rozmieszczenie populacji tego gatunku i dowiedzieć się więcej o jego ekologii.